# Phyllachora actinodaphnes
Phyllachora actinodaphnes är en svampart som beskrevs av Uppal, Patel & V.P. Bhide 1950. Phyllachora actinodaphnes ingår i släktet Phyllachora och familjen Phyllachoraceae.   Inga underarter finns listade i Catalogue of Life.